# I liga polska w piłce siatkowej kobiet (2007/2008)
I liga polska w piłce siatkowej kobiet 2007/2008 – 18. edycja ligowych rozgrywek piłki siatkowej kobiet drugiego szczebla w Polsce, zorganizowana przez Polski Związek Piłki Siatkowej pod nazwą I ligi.

## System rozgrywek
- Etap I – dwurundowa faza zasadnicza przeprowadzona w formule ligowej, systemem kołowym (tj. "każdy z każdym – mecz i rewanż").
- Etap II – faza play-off, składająca się z 2 rund.

## Drużyny uczestniczące
| \| \| Uczestnicy poprzedniej edycji \| \| \| --------------------------------------------------------------------------------------------------------------------------------------------------------------------------------- \| ------------------------------ \| --- \| \| KRA \| Wisła Kraków \| 2 \| \| SZC \| Piast Szczecin \| 3 \| \| CHO \| Sokół Chorzów \| 4 \| \| BEŁ \| KPS Skra Bełchatów \| 5 \| \| OST \| KSZO Ostrowiec Świętokrzyski \| 6 \| \| CZE \| SPS Politechnika Częstochowska \| 7 \| \| POL \| PSPS Chemik Police \| 8 \| \| SOS \| SMS PZPS Sosnowiec \| 13 \| \| \| Awans z II ligi \| \| \| TOR \| Budowlani Toruń \| bar \| \| PSZ \| PLKS Pszczyna \| bar \| \| \| Spadek z LSK \| \| \| WRO \| Impel Gwardia Wrocław \| 10 \| \| Oznaczenia: - kolumna pierwsza – skróty nazw drużyn wpisane na mapie (jeśli ta została zamieszczona), - kolumna trzecia – miejsce zajęte przez daną drużynę w poprzednim sezonie. \| \| \| | SZCCZEWROKRACHOPOLBEŁOSTPSZTORSOS Lokalizacja klubów grających w I lidze 2007/2008 |     |
| | Uczestnicy poprzedniej edycji                                                      |     |
| KRA | Wisła Kraków                                                                       | 2   |
| SZC | Piast Szczecin                                                                     | 3   |
| CHO | Sokół Chorzów                                                                      | 4   |
| BEŁ | KPS Skra Bełchatów                                                                 | 5   |
| OST | KSZO Ostrowiec Świętokrzyski                                                       | 6   |
| CZE | SPS Politechnika Częstochowska                                                     | 7   |
| POL | PSPS Chemik Police                                                                 | 8   |
| SOS | SMS PZPS Sosnowiec                                                                 | 13  |
| | Awans z II ligi                                                                    |     |
| TOR | Budowlani Toruń                                                                    | bar |
| PSZ | PLKS Pszczyna                                                                      | bar |
| | Spadek z LSK                                                                       |     |
| WRO | Impel Gwardia Wrocław                                                              | 10  |
| Oznaczenia: - kolumna pierwsza – skróty nazw drużyn wpisane na mapie (jeśli ta została zamieszczona), - kolumna trzecia – miejsce zajęte przez daną drużynę w poprzednim sezonie. |                                                                                    |     |

## Rozgrywki

### Faza zasadnicza

#### Tabela wyników
| Gospodarz \ Gość1              | WRO | KRA | SZC | CHO | BEŁ | TOR | OST | POL | CZE | SOS | PSZ |
| ------------------------------ | --- | --- | --- | --- | --- | --- | --- | --- | --- | --- | --- |
| Gwardia Wrocław                | -   | 2:3 | 3:1 | 3:0 | 3:1 | 3:0 | 3:1 | 3:0 | 3:0 | 3:1 | 3:0 |
| Wisła Kraków                   | 3:1 | -   | 3:0 | 1:3 | 3:1 | 3:0 | 3:0 | 3:0 | 3:0 | 3:1 | 3:0 |
| Piast Szczecin                 | 1:3 | 2:3 | -   | 3:1 | 0:3 | 3:0 | 3:1 | 2:3 | 3:1 | 3:1 | 3:0 |
| Sokół Chorzów                  | 0:3 | 3:1 | 1:3 | -   | 2:3 | 2:3 | 3:0 | 3:2 | 3:0 | 3:0 | 3:1 |
| Skra Bełchatów                 | 0:3 | 2:3 | 1:3 | 3:2 | -   | 3:0 | 3:1 | 3:0 | 3:2 | 3:0 | 3:2 |
| Budowlani Toruń                | 0:3 | 0:3 | 2:3 | 3:0 | 3:0 | -   | 3:0 | 3:2 | 3:1 | 3:1 | 3:0 |
| KSZO Ostrowiec Świętokrzyski   | 0:3 | 2:3 | 1:3 | 0:3 | 2:3 | 3:1 | -   | 3:2 | 3:1 | 2:3 | 3:1 |
| PSPS Chemik Police             | 1:3 | 1:3 | 0:3 | 3:2 | 3:2 | 3:1 | 1:3 | -   | 3:1 | 3:1 | 3:1 |
| SPS Politechnika Częstochowska | 1:3 | 2:3 | 1:3 | 0:3 | 2:3 | 1:3 | 1:3 | 3:0 | -   | 3:1 | 3:0 |
| SMS PZPS Sosnowiec             | 1:3 | 0:3 | 0:3 | 1:3 | 1:3 | 2:3 | 2:3 | 1:3 | 3:2 | -   | 3:1 |
| PLKS Pszczyna                  | 0:3 | 0:3 | 1:3 | 0:3 | 0:3 | 1:3 | 0:3 | 3:1 | 0:3 | 3:0 | -   |

Źródło: 
1 Drużyna gospodarzy jest wymieniona po lewej stronie tabeli.
Kolory:
  zwycięstwo gospodarzy 3:0 lub 3:1
  zwycięstwo gospodarzy 3:2
  zwycięstwo gości 3:0 lub 3:1
  zwycięstwo gości 3:2

#### Tabela
| Lp. | Drużyna                        | Pkt | Mecze | Mecze | Mecze | Rodzaj wyniku | Rodzaj wyniku | Rodzaj wyniku | Rodzaj wyniku | Rodzaj wyniku | Rodzaj wyniku | Sety | Sety | Sety  | Małe punkty | Małe punkty | Małe punkty |
| Lp. | Drużyna                        | Pkt | M     | W     | P     | 3:0           | 3:1           | 3:2           | 2:3           | 1:3           | 0:3           | wyg. | prz. | stos. | zdob.       | str.        | stos.       |
| --- | ------------------------------ | --- | ----- | ----- | ----- | ------------- | ------------- | ------------- | ------------- | ------------- | ------------- | ---- | ---- | ----- | ----------- | ----------- | ----------- |
| 1   | Impel Gwardia Wrocław          | 55  | 20    | 18    | 2     | 10            | 8             | 0             | 1             | 1             | 0             | 57   | 14   | 4.07  | 1726        | 1370        | 1.26        |
| 2   | Wisła Kraków                   | 49  | 20    | 18    | 2     | 9             | 4             | 5             | 0             | 2             | 0             | 56   | 20   | 2.8   | 1789        | 1566        | 1.14        |
| 3   | Piast Szczecin                 | 43  | 20    | 14    | 6     | 4             | 9             | 1             | 2             | 2             | 2             | 48   | 29   | 1.66  | 1747        | 1628        | 1.07        |
| 4   | Sokół Chorzów                  | 36  | 20    | 11    | 9     | 6             | 4             | 1             | 4             | 2             | 3             | 43   | 33   | 1.3   | 1705        | 1580        | 1.08        |
| 5   | KPS Skra Bełchatów             | 35  | 20    | 13    | 7     | 5             | 2             | 6             | 2             | 3             | 2             | 46   | 35   | 1.31  | 1792        | 1754        | 1.02        |
| 6   | Budowlani Toruń                | 31  | 20    | 11    | 9     | 4             | 4             | 3             | 1             | 2             | 6             | 37   | 37   | 1     | 1667        | 1597        | 1.04        |
| 7   | KSZO Ostrowiec Świętokrzyski   | 25  | 20    | 8     | 12    | 1             | 5             | 2             | 3             | 4             | 5             | 34   | 45   | 0.76  | 1618        | 1743        | 0.93        |
| 8   | PSPS Chemik Police             | 24  | 20    | 8     | 12    | 0             | 5             | 3             | 3             | 4             | 5             | 34   | 47   | 0.72  | 1705        | 1837        | 0.93        |
| 9   | SPS Politechnika Częstochowska | 16  | 20    | 4     | 16    | 3             | 1             | 0             | 4             | 8             | 4             | 28   | 49   | 0.57  | 1651        | 1745        | 0.95        |
| 10  | SMS PZPS Sosnowiec             | 9   | 20    | 3     | 17    | 0             | 1             | 2             | 2             | 10            | 5             | 23   | 56   | 0.41  | 1611        | 1852        | 0.87        |
| 11  | PLKS Pszczyna                  | 7   | 20    | 2     | 18    | 1             | 1             | 0             | 1             | 6             | 11            | 14   | 55   | 0.25  | 1323        | 1662        | 0.8         |

Źródło: 
Punktacja: 3:0 i 3:1 – 3 pkt; 3:2 – 2 pkt; 2:3 – 1 pkt; 1:3 i 0:3 – 0 pkt
Zasady ustalania kolejności: 1. liczba punktów; 2. stosunek setów; 3. stosunek małych punktów; 4. bilans w bezpośrednich meczach
     Play-off
     Play-out

### Play-off

#### Półfinały
(Do 3 zwycięstw)
| Data       | Gospodarz       | Rezultat                                | Gość            |
| ---------- | --------------- | --------------------------------------- | --------------- |
| 29.03.2008 | Gwardia Wrocław | 3:0 (25:17, 25:15, 25:19)               | Sokół Chorzów   |
| 30.03.2008 | Gwardia Wrocław | 3:0 (25:19, 25:9, 25:15)                | Sokół Chorzów   |
| 05.04.2008 | Sokół Chorzów   | 0:3 (16:25, 22:25, 20:25)               | Gwardia Wrocław |
| 29.03.2008 | Wisła Kraków    | 3:0 (25:22, 25:20, 26:24)               | Piast Szczecin  |
| 30.03.2008 | Wisła Kraków    | 3:0 (25:20, 25:14, 25:15)               | Piast Szczecin  |
| 05.04.2008 | Piast Szczecin  | 3:0 (25:19, 26:24, 25:20)               | Wisła Kraków    |
| 06.04.2008 | Piast Szczecin  | 3:2 (25:20, 25:23, 19:25, 21:25, 16:14) | Wisła Kraków    |
| 14.04.2008 | Wisła Kraków    | 3:0 (25:20, 25:17, 25:19)               | Piast Szczecin  |

#### Mecze o 3. miejsce
(Dwumecz)
| Data       | Gospodarz      | Rezultat                                | Gość          |
| ---------- | -------------- | --------------------------------------- | ------------- |
| 20.04.2008 | Piast Szczecin | 2:3 (26:28, 25:15, 26:28, 28:26, 11:15) | Sokół Chorzów |
| 20.04.2008 | Piast Szczecin | 0:3 (20:25, 19:25, 25:27)               | Sokół Chorzów |

#### Finał
(Do 3 zwycięstw)
| Data       | Gospodarz       | Rezultat                                | Gość            |
| ---------- | --------------- | --------------------------------------- | --------------- |
| 19.04.2008 | Gwardia Wrocław | 3:2 (25:15, 19:25, 25:18, 17:25, 15:12) | Wisła Kraków    |
| 20.04.2008 | Gwardia Wrocław | 3:1 (25:19, 25:18, 20:25, 25:19)        | Wisła Kraków    |
| 26.04.2008 | Wisła Kraków    | 2:3 (19:25, 25:20, 30:28, 21:25, 7:15)  | Gwardia Wrocław |

### Mecze o 5. miejsce
(Do 2 zwycięstw)
| Data       | Gospodarz       | Rezultat                               | Gość            |
| ---------- | --------------- | -------------------------------------- | --------------- |
| 05.04.2008 | Skra Bełchatów  | 2:3 (25:16, 21:25, 26:28, 25:9, 5:15)  | Budowlani Toruń |
| 12.04.2008 | Budowlani Toruń | 2:3 (27:25, 25:23, 19:25, 15:25, 8:15) | Skra Bełchatów  |
| 16.04.2008 | Skra Bełchatów  | 3:0 (25:22, 25:15, 25:12)              | Budowlani Toruń |

### Play-out
(Do 3 zwycięstw)
| Data       | Gospodarz                | Rezultat                                | Gość                     |
| ---------- | ------------------------ | --------------------------------------- | ------------------------ |
| 29.03.2008 | KSZO Ostrowiec Św.       | 3:0 (25:12, 25:21, 25:19)               | PLKS Pszczyna            |
| 30.03.2008 | KSZO Ostrowiec Św.       | 3:2 (25:22, 25:20, 23:25, 22:25, 15:12) | PLKS Pszczyna            |
| 05.04.2008 | PLKS Pszczyna            | 0:3 (19:25, 22:25, 14:25)               | KSZO Ostrowiec Św.       |
| 29.03.2008 | Chemik Police            | 3:1 (25:22, 25:21, 14:25, 25:19)        | Politechnika Częstochowa |
| 30.03.2008 | Chemik Police            | 3:1 (25:20, 24:26, 25:22, 25:20)        | Politechnika Częstochowa |
| 05.04.2008 | Politechnika Częstochowa | 3:1 (21:25, 28:26, 25:23, 25:17)        | Chemik Police            |
| 06.04.2008 | Politechnika Częstochowa | 3:1 (25:21, 25:23, 16:25, 25:17)        | Chemik Police            |
| 09.04.2008 | Chemik Police            | 3:1 (25:21, 25:23, 21:25, 25:15)        | Politechnika Częstochowa |

## Klasyfikacja końcowa
| Lp. | Drużyna                        |
| --- | ------------------------------ |
| 1.  | Impel Gwardia Wrocław          |
| 2.  | Wisła Kraków                   |
| 3.  | Sokół Chorzów                  |
| 4.  | Piast Szczecin                 |
| 5.  | KPS Skra Bełchatów             |
| 6.  | Budowlani Toruń                |
| 7.  | KSZO Ostrowiec Świętokrzyski   |
| 8.  | PSPS Chemik Police             |
| 9.  | SPS Politechnika Częstochowska |
| 10. | UMKS Łańcut                    |
| 11. | SMS PZPS Sosnowiec             |

     Awans
     Baraż z 9. zespołem z PLSK
     Spadek do II ligi